# جام منطقه‌ای فوتبال ایران
جام منطقه‌ای فوتبال ایران نخستین لیگ فوتبال کشوری در ایران بود که در سال ۱۳۴۹ تشکیل شد. دو دوره از این مسابقات در سال‌های ۱۳۴۹ و ۱۳۵۰ برگزار گردید. بنیانگذار این لیگ رئیس وقت فدراسیون فوتبال ایران، مصطفی مکری بود که به پدر لیگ ایران مشهور است.
جام منطقه‌ای ایران ۱۳۴۹ نخستین دوره لیگ فوتبال منظم و کشوری در ایران به‌شمار می‌آید. و سال بعد جام منطقه‌ای ایران ۱۳۵۰ برگزار گردید.
هر دوره از این جام به یک شکل برگزار شد. در اولین دوره، ۲۲ تیم در ۸ منطقهٔ کشور با هم رقابت کردند که در ادامه در ۴ منطقه، ۸ تیم در ۲ گروه با یکدیگر بازی کرده که در پایان دو تیم اول هر گروه با هم به‌صورت ضربدری مسابقه نیمه‌نهایی برگزار کردند. برنده فینال برنده جام شد.
در دوره دوم، تیم‌ها در ۴ گروه با هم بازی کردند و ۸ تیم به مرحله نهایی صعود کردند و به‌صورت رفت‌وبرگشت با هم بازی کردند.
جام منطقه‌ای پیش‌زمینه‌ای برای تشکیل جام تخت جمشید شد که در سال ۱۳۵۲ توسط کامبیز آتابای ایجاد شد.

## قهرمانان
| فصل  | قهرمان   | دوم | سوم        |
| ---- | -------- | --- | ---------- |
| ۱۳۴۹ | تاج      | پاس | تاج آبادان |
| ۱۳۵۰ | پرسپولیس | پاس | تاج        |